# Bettahalli, Krishnarajanagara
Bettahalli là một làng thuộc tehsil Krishnarajanagara, huyện Mysore, bang Karnataka, Ấn Độ.